# Google Pack
Google Pack foi um pacote com softwares de diversas empresas diferentes reunidos em um único instalador. É oferecido pelo Google. A empresa embutiu no pacote programas que considera essenciais para multimídia, comunicação e proteção do computador. Todos os softwares são gratuitos e de uso simples. Em setembro de 2011, o Google anunciou que descontinuaria alguns de seus serviços, entre esses o Google Pack, que não está mais disponível para download.

## Softwares inclusos
- Google Toolbar (para Internet Explorer)
- Google Desktop
- Google Picasa
- Mozilla Firefox (com Google Toolbar)
- Skype
- Adobe Reader
- avast!
- Google Chrome (Navegador)
- Spyware Doctor (antispyware e antivírus)
- Immunet Protect (antivírus)
- Google Apps
- Google Earth
- RealPlayer